# 铁橛山
铁橛山(古称“胶山”、“镇山”)是位于中华人民共和国山东省青岛市黄岛区铁山街道的一座山峰，海拔595.1米。由于山体颜色呈黑色似铁且山势险峻故称铁橛山。铁橛山中由泉水河涧，是古胶州八景之一“铁橛悬泉”。是胶河、白马河、风河三条河流的发源地。铁橛山盛产板栗、山枣，每年十月举办有铁橛山山枣旅游节。